# Eustrotia labuana
Eustrotia labuana är en fjärilsart som beskrevs av Swinhoe 1904. Eustrotia labuana ingår i släktet Eustrotia och familjen nattflyn. Inga underarter finns listade i Catalogue of Life.